# 薬学史
薬学史（やくがくし）または薬史は、薬学の歴史。薬理学・薬草の歴史、医学史と重なる。

## 薬学の起源
薬草などの利用は人類史の初期の頃からあったと考えられているが、確実に薬品の存在を証明することができるのは、紀元前5000年以後ではないかとされている。薬学の歴史は、経験的・合理的あるいは科学的な根拠に基づくものだけではなく、宗教的・呪術的あるいは魔術的な根拠を基にした薬品作りが行われ、この2つの流れが習合したり対立したりすることで発達していった。古い時代の薬品は内服・外用の他に御守りのように身に付けて病気をもたらす邪悪な気を祓うという利用も行われた。今日でも「内服」「服用」といった“服”という字が用いられる例があるのもそうした風習の名残と言われている。

## メソポタミアとエジプトの薬学
薬学書の始まりは、メソポタミア人によって粘土板に書かれたものだった。シュメールの楔形文字の粘土板には薬の処方が記録されている。このうちいくつかの文書には、処方・粉砕・煎じ出し・煮出し・濾過・塗布などの方法が書かれており、ハーブについても言及されていた。
メソポタミアの国のひとつバビロニアは、薬屋を営む実例の最古の例を与えている。
病人に付き添う人々には司祭・医師・薬剤師などがいて、病人のニーズに対応していた。
古代エジプトの薬学的知識は、紀元前1550年頃の著作と推定されている約700種の薬品が記録された文書「エーベルス・パピルス」や、紀元前16世紀の「エドウィン・スミス・パピルス」など、さまざまなパピルスに記録されている。

## ギリシアの薬学
古代ギリシアにおいては、ヒポクラテス医学が400種の薬を使用したとされ、また紀元前300年頃に活躍した哲学者・博物学者のテオプラストスの著書『植物誌』第9巻に薬草に関する記事が記されている。続いて紀元1世紀のローマ皇帝ネロに仕えたペダニウス・ディオスコリデスの『薬物誌』は、次の世紀の高名な医学者ガレノスに高く評価され、爾後およそ1500年にわたりラテン語やアラビア語などに訳されて中世・近世の中近東およびヨーロッパに大きな影響を与えた。

## 中国の薬学
中国においては、伝説上の王である神農が薬となる植物を判別したとされる。続いて殷の料理人であった伊尹がその料理の技術を工夫して湯液（煎じ薬）を作り、更にそれを政治にも応用したと伝えられている（『史記』・『漢書』・『呂氏春秋』など）。これらは伝説であるが、食事と医療の結びつける伝承は後世における薬膳に通じる側面がある。『漢書』郊祀志には前漢の建始2年（紀元前31年）に「本草待詔」という官職が設置されたと記されており、この時代には「本草」という言葉が生じていた。遅くても後漢時代には中国最古の本草学の書である『神農本草経』が編纂され、後に梁の陶弘景によって注釈書（『本草経集注』）が書かれて以後の本草学の基本とされた。また、宋の雷斅が炮製（薬剤の加工・調製技術）についてまとめた『雷公炮炙論』を著し、またつなぎにあたる煉合剤などにも工夫が加えられた。『本草経集注』やそれに続く『新修本草』は日本にも伝来した。以後も中国の本草学は漢方薬及び方剤学とともに発展を続け、16世紀後期に李時珍が出した『本草綱目』はその最高峰と言うべき書物であり、江戸時代初めの日本に伝来したほか、周辺諸国のみならずヨーロッパでも翻訳された。
また、古代・中世においては魔術や不老長寿などを目的として天然の物質に加工を加えて、新たな物質を創造しようとする錬金術や煉丹術が東西を問わずに発生した。中国では早くから砒素や水銀が注目され、東晋の范汪は水銀利尿薬を発明したとされる。だが、同時に水銀中毒の記録も古くから存在していた。

## アラビアの薬学
10世紀から12世紀にかけてギリシア・ローマの影響を受けたアラビア医学がイスラム世界で花開いた。他分野でも著名なアル・ラーズィー、アル・ビールーニー、イブン・スィーナーのほか、薬学者としてはイブン・ジュルジュル（英:Ibn Juljul）、アル・ガフィキ、イブン・アル・バイタールらが知られている。
こうしたアラビア医学の薬学知識はルネサンス期にはヨーロッパに伝えられ、レオンハルト・フックスやパラケルスス、ヤン・ファン・ヘルモントのような博物学者・錬金術師によって受容され、さらにロバート・ボイルによって近代化学の基礎が作られて、科学的な薬学の土壌となった。また、薬学にも通じていたカール・フォン・リンネによる分類法の確立はその後の薬草研究に大きな影響を与えた。

## 日本の薬学
日本においては、『本草経集注』や『新修本草』などが典薬寮で採用され、寮内に薬園を設置したり、令制国から中央に薬草を貢進する規定が定められた（『延喜式』に詳しい）。平安時代には日本最初の薬書である『大同類聚方』が著され、続いて深根輔仁によって『本草和名』が著され、薬草の和名が定められた。鎌倉時代には僧医によるものと推定される『薬種抄』などが撰出された。江戸時代に入ると、『本草綱目』が伝来し、続いて蘭方医学とともに西洋の薬学・博物学が伝来する。こうした動きに刺激されて香川修庵の『一本堂薬選』、香月牛山の『薬籠本草』、吉益東洞の『薬徴』などの著作が出された。

## 近代薬学
近代的な薬学が興隆するのは、18世紀後期のことである。当時のヨーロッパは産業革命のさなかで都市部に人口が集中し、伝染病の危険性が増大していた。また、繊維産業における漂白・染色技術の発達によってもたらされた化学的な知識が薬学にも導入されて、天然薬物から有効成分を抽出、また人為的に薬物どうしを合成する方法が確立された。1776年にウィリアム・ウィザリングがジギタリスから強心剤を開発することに成功し、続いて1798年にはエドワード・ジェンナーが牛痘による天然痘治療の方法を開発した。1805年にはフリードリヒ・ゼルチュルナーがアヘンからモルヒネを取り出すことに成功した。1887年に日本の長井長義がマオウからエフェドリンを抽出した。
19世紀後半に入ると、細菌学の進歩によって新たな薬が開発されるようになり、ルイ・パスツールが狂犬病のワクチンを開発（免疫療法）し、北里柴三郎が破傷風に対して血清療法を開発した。1900年には高峰譲吉がアドレナリンを発見して内分泌学を切り開いた。薬学の進歩は20世紀に入ってからも急速に展開し、パウル・エールリヒ・秦佐八郎のサルバルサンに開発によって化学療法が始まり、1929年のアレクサンダー・フレミングによるペニシリンの開発と1944年のセルマン・ワクスマンによるストレプトマイシンの開発は抗生物質の時代の幕開けを告げた。
日本でも幕末から明治維新にかけて、軍事的な必要から旧来の本草学から近代的な製造医学へと転換が模索され、1874年に大学東校に製薬学科が設置された。だが、医薬分業制の確立がなされなかったことなどから、医療薬学よりも基礎薬学が主導的な地位を得ていくことになり、医薬分業が日本でも本格化する1970年代末までこうした傾向が続くことになる。

## 薬学の課題
だが、こうした薬学の発展がすべてにおいて良い方向に向かったわけではない。古代以来の水銀中毒や砒素中毒の問題をはじめ、近現代に入ってからもサリドマイドや血液製剤などに由来する薬害の問題、耐性菌の発生など多くの課題を抱えているのである。